# Olympische Sommerspiele 2012/Schwimmen – 10 km Freiwasser (Frauen)
Das 10 km Freiwasserschwimmen der Frauen bei den Olympischen Spielen 2012 in London wurde am 9. August 2012 im Serpentine-See im Hyde Park ausgetragen. 25 Athletinnen nahmen daran teil. 
Das Rennen wurde in einem Finallauf ausgetragen.

## Titelträger
| Olympiasieger | Larissa Iltschenko ( Russland)            | 1:59:27,7 h | Peking 2008   |
| Weltmeister   | Keri-Anne Payne ( Vereinigtes Königreich) | 2:01:58,1 h | Shanghai 2011 |
| Europameister | Martina Grimaldi ( Italien)               | 2:00:18,6 h | Eilat 2011    |

## Qualifikationskriterien
Für den Wettbewerb hatten sich 25 Athletinnen qualifiziert:
- Zehn Schwimmerinnen, die bei den Schwimmweltmeisterschaften 2011 in Shanghai die ersten zehn Plätze belegten
- Neun Schwimmerinnen, die beim Qualifikationswettkampf von Setúbal (Portugal) am 8./9. Juni 2012 die ersten neun Plätze belegten
- Fünf Schwimmerinnen, die die fünf Kontinentalverbände der FINA repräsentierten und die durch ihre Platzierung beim Qualifikationswettkampf von Setúbal bestimmt wurden
- Eine Schwimmerin der gastgebenden Nation

## Rennen
Von den 24 gestarteten Schwimmerinnen, die Chinesin Yanqiao trat zum Start nicht an, kamen 22 ins Ziel. In der vierten Runde wurde die Brasilianerin Okimoto ins Rettungsboot geholt. Eliana Alves, Pressesprecherin des brasilianischen Teams, erklärte, die Sportlerin habe an Unterkühlung gelitten. Auch die Südafrikanerin Roux wurde aus dem Wasser geholt.
9. August 2012, 12:00 Uhr MEZ
| Platz | Name              | Nation             | Zeit        | Anmerkung  |
| ----- | ----------------- | ------------------ | ----------- | ---------- |
| 01    | Éva Risztov       | Ungarn             | 1:57:38,2 h |            |
| 02    | Haley Anderson    | Vereinigte Staaten | 1:57:38,6 h | Verwarnung |
| 03    | Martina Grimaldi  | Italien            | 1:57:41,8 h |            |
| 04    | Keri-Anne Payne   | Großbritannien     | 1:57:42,2 h |            |
| 05    | Angela Maurer     | Deutschland        | 1:57:52,8 h | Verwarnung |
| 06    | Ophelie Aspord    | Frankreich         | 1:58:43,1 h |            |
| 07    | Erika Villaécija  | Spanien            | 1:58:49,5 h |            |
| 08    | Jana Pecanová     | Tschechien         | 1:58:52,8 h |            |
| 09    | Anna Gussewa      | Russland           | 1:58:53,0 h |            |
| 10    | Melissa Gorman    | Australien         | 1:58:53,1 h | Verwarnung |
| 11    | Karla Šitić       | Kroatien           | 1:58:54,7 h |            |
| 12    | Yumi Kida         | Japan              | 1:58:59,1 h | Verwarnung |
| 13    | Yanel Pinto       | Venezuela          | 1:59:05,8 h |            |
| 14    | Natalia Charlos   | Polen              | 1:59:58,7 h | Verwarnung |
| 15    | Heidi Gan         | Malaysia           | 1:00:45,0 h |            |
| 16    | Cecilia Biagioli  | Argentinien        | 2:01:02,2 h |            |
| 17    | Zsofia Balazs     | Kanada             | 2:01:17,8 h |            |
| 18    | Swann Oberson     | Schweiz            | 2:01:38,0 h |            |
| 19    | Tang Wing Yung    | Hongkong           | 2:02:33,4 h |            |
| 20    | Lizeth Rueda      | Mexiko             | 2:02:46,1 h |            |
| 21    | Marianna Lymberta | Griechenland       | 2:04:26,5 h |            |
|       | Poliana Okimoto   | Brasilien          | DNF         |            |
|       | Jessica Roux      | Südafrika          | DNF         |            |
|       | Olha Beresnjewa   | Ukraine            | DSQ         | Doping     |
|       | Fang Yanqiao      | China              | DNS         |            |